# 奚涓
奚涓，西漢開國功臣，「十八列侯」中位列第七。

## 生平
于《史记》《汉书》中仅见于表，其中《史记》未载姓名。
早年為劉邦的舍人，隨劉邦起兵，入关灭秦，拜為郎中。劉邦稱漢王時，担任將軍平定诸侯，頗立軍功，堪比樊噲，但在战场上阵亡。漢高祖六年（前201年），因奚涓无子，封其母疵為「魯侯」，食邑四千八百戶，是少见的女性封侯。疵封侯十九年，于呂后五年（前183年）去世，國除。